# Jean-Luc Lagardère

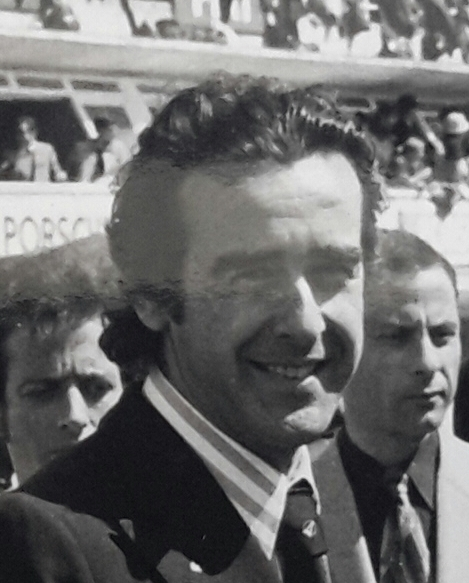
Jean-Luc Lagardère (1972)

Jean-Luc Lagardère (* 10. Februar 1928 in Aubiet als Jean-Lucien Lagardère; † 14. März 2003 in Paris) war ein französischer Unternehmer.

## Werdegang
Jean-Luc Lagardère beherrschte den französischen Medienmarkt mit seinem Konzern  Lagardère Medias. Neben dem Technologie- und Raumfahrtunternehmen Matra, das seit 2004 zu EADS gehört, besaß er auch Rundfunk- und Fernsehsender wie Europe 1, Canal J., Tageszeitungen wie La Provence (Marseille) und Nice-Matin (Nizza), das Leit-Sonntagsblatt Le Journal du Dimanche, Zeitschriften wie Elle sowie eine Verlagsgruppe (Hachette, Fayard, Grasset).

Sein Sohn Arnaud übernahm 2001 die Leitung der Lagardère SCA.
Jean-Luc Lagardère starb 75-jährig am 14. März 2003.

### Privatleben
1958 heiratete er Corinne Levasseur, mit der er 1961 einen Sohn bekam, Arnaud Lagardère. Die beiden ließen sich 1975 scheiden. Im August 1993 heiratete er das Model Elisabeth Pimenta Lucas (Bethy).
Das A380-Werk in Toulouse trägt seinen Namen.